# Bouville (Essonne)
Bouville település Franciaországban, Essonne megyében. Lakosainak száma 658 fő (2022. január 1.). Bouville Villeneuve-sur-Auvers, Valpuiseaux, Auvers-Saint-Georges, Boissy-le-Cutté, D’Huison-Longueville, Morigny-Champigny, Orveau, Puiselet-le-Marais és Vayres-sur-Essonne községekkel határos.

## Népesség
A település népességének változása:
| Lakosok száma | 639  | 650  | 665  | 648  | 647  | 646  | 650  | 648  | 658  |
|               | 2013 | 2015 | 2016 | 2017 | 2018 | 2019 | 2020 | 2021 | 2022 |